# Adrien Lachenal
Adrien Lachenal (ur. 19 maja 1849 w Genewie, zm. 29 czerwca 1918 w Versoix), szwajcarski polityk, członek Rady Związkowej od 15 grudnia 1892 do 31 grudnia 1899, wolnomularz. Kierował następującymi departamentami:
- Departament Spraw Zagranicznych (1893 – 1895)
- Departament Polityczny (1896)
- Departament Handlu, Przemysłu i Rolnictwa (1897)
- Departament Spraw Wewnętrznych (1898 – 1899)[2]

Był członkiem Radykalno-Demokratycznej Partii Szwajcarii.
Przewodniczył Radzie Narodowej (1891 – 1892) i Radzie Kantonów (1903 – 1904). Pełnił też funkcje wiceprezydenta (1895) i prezydenta (1896) Konfederacji.